# Герб Бахмацького району
Герб Ба́хмацького райо́ну — офіційний символ Бахмацького району Чернігівської області, затверджений рішенням Бахмацької районної ради від 22 липня 2004 року.

## Опис
Геральдичний щит прямокутний із заокругленою основою. На щиті, у співвідношенні 8:10, на пурпуровому полі, яке перетинає по діагоналі з правого верхнього до лівого нижнього кута, темно-синя смуга шириною 1/10 від довжини щита. 
Нижня напівкругла частина (база) щита зеленого кольору, з розміщеними на ньому навхрест двома козацькими гарматами. 
У лівій верхній частині щита розміщена стільникова рамка з трьома золотими бджолами. 
У правій частині розміщені три золоті колоски. 
Верхню пурпурову частину щита від нижньої зеленої відділяє срібна смуга, шириною 1/50 від довжини щита.